# 배달통
배달통은 대한민국에서 배달 서비스를 제공하는 서비스 브랜드명이자 기업명이다. 이 회사는 독일계 글로벌 기업인 딜리버리히어로에서 인수한 한국 자회사이다.

## 연혁
- 2010년 4월 세계 최초 배달앱으로 런칭
- 2014년 독일계 기업 '딜리버리히어로', 배달통 인수
- 2021년 6월 24일: 서비스 종료

## 요기요와의 관계
경쟁 배달 어플인 요기요와 자매 브랜드 관계이며, 운영하는 회사는 배달통이 주식회사 배달통에서, 요기요는 유한회사 딜리버리 히어로 코리아로 서로 다르지만 이 두 곳 대표이사가 현재 강신봉으로 동일하며 사무실 주소 역시 서울특별시 서초구 서초대로38길 12 마제스타시티 타워로 층만 다르고 주소는 동일하다.
경영진에 따르면 배달통과 요기요는 차후에도 계속해서 별개의 브랜드로 운영할 예정이며 현재로선 합병할 계획은 없다고 밝히기도 했다.